# Stazione di Pravisdomini
Stazione di Pravisdomini 1987-ben bezárt vasútállomás Olaszországban, Pravisdomini településen.

## Vasútvonalak
Az állomást az alábbi vasútvonalak érintették:
- San Vito al Tagliamento-Motta di Livenza-vasútvonal

## Kapcsolódó állomások
A vasútállomáshoz az alábbi állomások vannak a legközelebb:
- Stazione di Annone Veneto (1913)
- Stazione di Chions-Azzano Decimo